# Calceolaria boliviana
Calceolaria boliviana là một loài thực vật có hoa trong họ Calceolariaceae. Loài này được (Britton ex Rusby) Pennell mô tả khoa học đầu tiên năm 1945.